# Кевин Курањи
Кевин Денис Курањи (2. март 1982, Рио де Жанеиро), је бивши немачки фудбалер бразилског порекла који је играо на позицији нападача и био ефикасан голгетер. 
Фудбал је почео да игра на плажама Бразила. У Немачку је дошао са 15 година. Први уговор је потписао са Штутгартом у којем је играо шест дезона. 2005. је прешао да игра за Шалке 04.
Селектор Руди Фелер пружио му је прилику да се докаже у дресу репрезентације Немачке. Дебитовао је у марту 2003. против Литваније. Од тад је стандардни репрезентативац. Одиграо је 49 утакмица и постигао 19 голова. Предводио је напад Немачке на Европском првенству у Португалу 2004, Купу конфедерације 2005, Светском првенству 2006. Учесник је и Европског првенства 2008.